# 本宮哲郎
本宮 哲郎（もとみや てつろう、1930年11月17日 - 2013年12月18日）は、新潟県出身の俳人。小池村（現燕市）生。1948年、「雲母」入会、飯田蛇笏、飯田龍太に師事。1970年、「河」入会。1981年、齋藤美規の「麓」創刊より参加。1985年、河賞。1986年、「雪国雑唱」50句により第1回俳句研究賞受賞。1988年、麓賞受賞。2000年、『日本海』により第40回俳人協会賞受賞。「河」「麓」同人。代表句に「花冷えの田より抜きたる足二本」など。新潟の風土を叙情豊かに詠む。句集に『雪嶺』『信濃川』『日本海』他。2013年12月18日、胃癌により死去。83歳。